# Кабонго, Дьёдонне
Дьёдонне Кабонго (фр. Dieudonné Kabongo; 1950, Катанга — 11 октября 2011, Жет) — бельгийский комик, юморист, музыкант и актёр конголезского происхождения. В 2000 году снялся в фильме «Лумумба», сыграв Годфруа Мунонго. Стал первым комиком африканского происхождения, добившимся широкой популярности в Бельгии.

## Биография
Родился в 1950 году в Катанге, Бельгийское Конго, в настоящее время Демократическая Республика Конго. В 1970 году иммигрировал в Бельгию, где изучал электромеханику в Виртоне, а затем начал самостоятельно обучаться театральному искусству и писательству.
В 1984 году вместе со своим коллегой-актёром Мирко Поповичем выиграл первую премию на Международном фестивале в Рире в Рошфоре. В 1998 году снялся в фильме «Частицы идентичности»; в 2000 году в фильме «Лумумба» режиссёра Рауля Пека; в фильме 2005 года «Гильотина» режиссёра Коста-Гавраса. В 2010 году был удостоен награды Африканского кинофестиваля за выдающиеся заслуги. За роль в фильме «Захватчик» был номинирован на премию «Магритт» как лучший актёр второго плана.
11 октября 2011 года потерял сознание и умер во время выступления на сцене культурного центра в Жете, районе Брюсселя. Ему был 61 год.